# Attaque d'Aoréma
Insurrection djihadiste au Burkina Faso
Batailles
- Samorogouan
- Intangom
- Nassoumbou
- Ariel
- 1re Inata
- Loroni
- Gorom-Gorom
- Koutougou
- Arbinda
- Hallalé
- Markoye
- Dounkoun
- Boukouma
- 2e Inata
- Titao
- Opération Laabingol
- Namissiguima
- Madjoari
- Bourzanga
- Seytenga
- Gaskindé
- Tin-Ediar
- Tin-Akoff
- Aoréma
- Ougarou
- Namsiguia
- Noaka
- Koumbri
- Djibo
- Tawori
- Mansila
- Nassougou

Massacres
- Yirgou
- Solhan
- Karma
- Komsilga, Nodin et Soroe
- Bibgou et Soualimou
- Barsalogho

Attentats
- 1er Ouagadougou
- 2e Ouagadougou
- 3e Ouagadougou

L'attaque d'Aoréma a lieu le 15 avril 2023 lors de l'insurrection djihadiste au Burkina Faso.

## Déroulement
Le 15 avril 2023, un détachement des Forces armées du Burkina Faso et des Volontaires pour la défense de la patrie est attaqué par des djihadistes près de la commune d'Aoréma,. Les combats s'engagent vers 16 heures et durent environ deux heures.

## Pertes
Selon un communiqué du gouvernorat de la région du Nord publié le 16 avril, six militaires et 34 miliciens des Volontaires pour la défense de la patrie sont tués lors de l'attaque et 33 sont blessés. 
Dans les jours qui suivent, Agnès Faivre, correspondante du journal Libération, indique pour sa part que « des sources sécuritaires convergent de leur côté sur un bilan de plus de 75 morts, dont une majorité de VDP ».
Le gouvernorat affirme également qu'une « riposte » est lancée après l'attaque et « a permis de neutraliser plusieurs dizaines de terroristes ».
L'armée burkibabée fait quant à elle état de huit militaires et 32 miliciens VDP tués et d'une trentaine de blessés. Elle affirme également qu'« au moins cinquante terroristes » ont été « neutralisés ».